# 豊島吉博
豊島 吉博（とよしま よしひろ、1951年2月27日 - ）は、日本の実業家、愛媛新聞社記者を経て、1994年、日本サッカー協会常務理事兼事務局長就任、
2015年より愛媛FC代表取締役社長(2017年退任)。公益財団法人日本サッカー協会評議員、2016年より四国サッカー協会20代目会長（H28・29年度）

## 経歴
- 1951年2月27日　愛媛県伊予郡砥部町に生まれる
- 1969年3月 愛媛県立松山東高等学校 卒業
- 1973年3月 神奈川大学法学部 卒業
- 1973年4月 愛媛新聞社 入社
- 1994年5月 公益財団法人日本サッカー協会　常務理事兼事務局長
- 2006年6月 Jリーグエンタープライズ代表取締役社長／Jリーグフォト代表取締役社長
- 2012年5月 愛媛新聞社　新聞活用ディレクター
- 2013年3月 愛媛県サッカー協会会長
- 2015年3月 愛媛新聞社地域連携アドバイザー
- 2015年3月 愛媛FC 代表取締役社長　2017年2月退任
- 2015年4月 第17代愛媛県立松山東高等学校同窓会長就任
- 2016年（平成28年）四国サッカー協会会長就任

## エピソード
- 2015年、愛媛FCは会計不適切処理問題を起こしJリーグから処分された、豊島は代表取締役社長に就任すると不祥事からのクラブ再建を図った。愛媛県民、ファン・サポーター、行政、株主、スポンサーなどからの信頼を回復し、2017年社長退任となった。[2]